# Li Bai

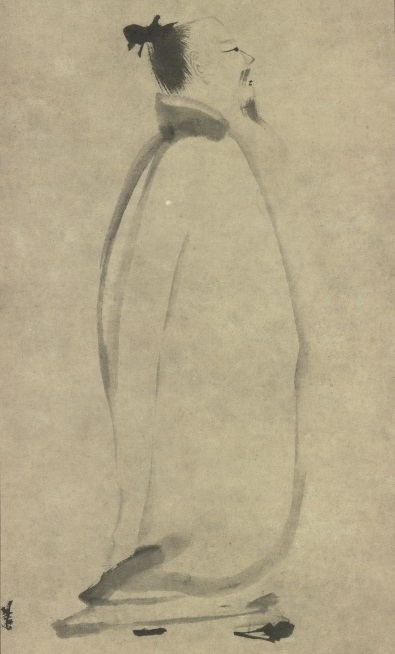
Lǐ Bái, Tuschmalerei von Liáng Kǎi

Li Bai (chinesisch 李白, Pinyin Lǐ Bái, W.-G. Li Pai, klassisch Lǐ Bó bzw. Li Po; 701−762), gilt neben Dù Fǔ (杜甫) als der bedeutendste lyrische Dichter Chinas in der Tang-Zeit.

## Namen
Der Geburtsname Lis lautet Bái (白 – „weiß“, Wade-Giles: Pai). In Taiwan ist dafür heute noch die klassische Aussprache Bó (Wade-Giles: Po) üblich. Sein Volljährigkeitsname Tàibái (太白 – „Morgenstern“, klassische Aussprache nach Pinyin: Tai-bo, klassische Aussprache nach Wade-Giles: Tai-Po) deutet auf einen Traum, den die Mutter vor der Geburt gehabt haben soll. In der Schreibweise Li Tai Po ist der Dichter Ende des 19. Jahrhunderts erstmals in Europa bekannt geworden.
Das Pseudonym Lis lautet Qīnglián Jūshì (青蓮居士, „Einsiedler vom Blauen Lotos“). Daneben erhielt er verschiedene Beinamen wie Shīxiān (詩仙, „Unsterblicher der Dichtkunst“) und Jiǔxiān (酒仙, „Unsterblicher des Weins“).

## Biographie

### Jugend
Li Bai war der Sohn eines reichen Kaufmanns. Sein Geburtsort ist unbekannt, teilweise werden Orte in der Provinz Gansu genannt, aber auch Suiye in Mittelasien (nahe dem heutigen Tokmok, Kirgisistan), wohin sein Urgroßvater verbannt worden sein soll. Gewisse sprachliche Einflüsse dieser Herkunft lassen sich in Lis Werk nachweisen.
Als Li Bai fünf Jahre alt war, zog seine Familie nach Jiangyou, in der Nähe des heutigen Chengdu in der Provinz Sichuan. Li war konfuzianischen und daoistischen Einflüssen ausgesetzt, letztlich bot ihm seine familiäre Herkunft aber nicht viele Aufstiegschancen in der Tang-Dynastie. Trotz seines Wunsches, Beamter zu werden, nahm er nicht an den kaiserlichen Beamtenprüfungen teil. Stattdessen begann er im Alter von fünfundzwanzig Jahren nach Art eines fahrenden Gesellen durch China zu reisen, die mit dem Idealbild eines konfuzianischen Edelmanns stark kontrastierte.

### Der Hofdichter
742 kam er in die Tang-Hauptstadt Chang’an. Dort erweckte Lis verwegene Art das Interesse des Adels wie der einfachen Leute gleichermaßen. Besondere Faszination übte er auf den kaiserlichen Sekretariatschef Hè Zhīzhāng (賀知章) aus, einen freimütigen und ebenfalls dem Trunke zugeneigten Charakter, der zunächst glaubte, in Li einen wahrhaften Unsterblichen vor sich zu haben. Auf Hes Empfehlung ernannte Kaiser Xuánzōng (唐玄宗) Lǐ zum Beamten der renommierten Hanlin-Akademie. Bei Überbringung des Ernennungsschreibens soll sich Lǐ volltrunken in einer Schänke befunden haben, nach einer kurzen Erfrischung mit kaltem Wasser aber trotzdem in der Lage gewesen sein, auf des Kaisers Geheiß aus dem Stegreif ein Gedicht zu verfassen, das allgemeinen Anklang fand: Qingpingtiao, ein Lobpreis auf die berühmte Konkubine Yáng Guìfēi (楊貴妃) und die Päonien.
Gemeinsam mit Hè Zhīzhāng sowie Zhāng Xù (張旭), Lǐ Shìzhi (李適之), Cuī Zōngzhī (崔宗之), Sū Jìn (蘇晉), Wáng Jìn (王璡) und Jiaō Suì (焦遂) bildete Lǐ Bái einen Dichterkreis, der in einem zeitgenössischen Gedicht mit dem Titel „Die acht Poeten der Zechgelage“ erwähnt werden. Diese trinkfreudigen Herren wurden später zu Schutzheiligen der Weinhändler und Schankwirte.

### Auf Wanderschaft
Bereits nach zwei Jahren wurde Li aus unbekanntem Grund aus dem Staatsdienst entlassen. Vermutet wird eine Intrige des Eunuchen Lishi: Er soll der Konkubine Yáng Guìfēi fälschlich hinterbracht haben, Li Bai habe in einem Gedicht Yángs unvergleichliche Schönheit mit der einer anderen Konkubine aus der Han-Zeit verglichen. Fortan streifte Lǐ für den Rest seines Lebens durch China. Im Herbst 744 und dann noch einmal im Jahr darauf traf er Dù Fǔ (杜甫), den zweiten berühmten Dichter der Epoche. Obwohl sich die beiden Meister nur zweimal trafen, sollte ihre Bekanntschaft vor allem in Dù Fǔs Werk erheblichen Niederschlag finden: Etwa ein Dutzend Gedichte widmete er seinem Kollegen Lǐ Bái, während dieser Dù Fǔ nur ein einziges zueignete.

### Verbannung
755 wurde Li Bai in die Revolte des An Lushan hineingezogen. Nach deren Scheitern wurde er 757 nach Yelang verbannt, durfte aber 759 vorzeitig zurückkehren.

### Tod
Li Bai starb 762 in Dangtu (Provinz Anhui). Der Überlieferung nach soll er ertrunken sein, als er in berauschtem Zustand versucht hat, das Spiegelbild des Mondes auf einem Fluss zu umarmen.
Andere Quellen berichten von einer Quecksilberkontamination, die sich Lǐ Bái infolge alchemistischer Studien zugezogen haben soll, wieder andere von einer Alkoholvergiftung.
Die bekannteste Darstellung Li Bais ist eine Tuschmalerei von Liáng Kǎi, einem Maler aus dem 13. Jahrhundert – also lange nach dem Tod des Dichters. Das Bild trägt den Titel „Lǐ Bái – ein Gedicht deklamierend“ und ist in nahezu jeder Anthologie seiner Werke abgebildet.

## Werk

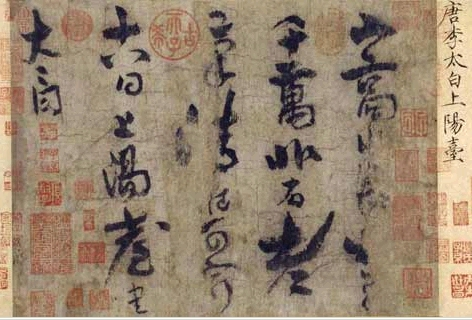
Eigenhändige Original-Kalligraphie Lǐ Báis, Palastmuseum Peking; Titel: «上陽台帖» Shàng Yángtái Tiě (Zum Yangtai Tempel)

Li Bai werden etwa tausend Gedichte zugeschrieben, darunter
- acht Rhapsodien (Fu)
- 149 Titel nach Musikamtsliedern (Yuefu)
- 59 Gedichte im Alten Stil (Gushi)
- 779 Gedichte im Alten und Neuen Stil (Gujintishi) sowie
- 58 Prosastücke.

Bei zahlreichen Werken erscheint die Urheberschaft freilich zweifelhaft. Häufig wird Lǐs Werk wegen der zum Ausdruck gebrachten Empfindungen, aber auch wegen seines spontanen Tons mit dem Taoismus in Verbindung gebracht. Gleichwohl gibt es auch konventioneller geprägte Werke, so greifen etwa seine Gufeng („Alte Weisen“) häufig den Blickwinkel des konfuzianischen Moralisten auf.
Über Li Bais Genie sind zahlreiche Legenden in Umlauf: So wird etwa berichtet, mit welcher Leichtigkeit er seine Gedichte zu Papier brachte. Angeblich konnte er mit erstaunlicher Geschwindigkeit ohne eine einzige Korrektur schreiben. Seine bevorzugte Gattung war das Jueju, das Kurzgedicht mit vier Zeilen zu fünf oder sieben Schriftzeichen; 160 Stück sind hiervon erhalten. Lǐ Báis Sprache ist nicht so ausgefeilt wie die Dù Fǔs, beeindruckt aber gleichwohl durch ausgeprägte Imaginationskraft und die unmittelbare Verbindung, die der Dichter zum Leser herzustellen weiß.
Li Bais wohl bekanntestes Gedicht ist Yuè Xià Dú Zhuó (月下獨酌), zu deutsch Gelage im Mondschein (E. Schwarz), in dem sich der Dichter mit einem Krug Wein zurückzieht und mit seinem Schatten und dem Mond anstößt. Im Westen gilt es vielfach geradezu als Inbegriff chinesischer Lyrik und wurde in fast alle europäischen Kultursprachen, meist jeweils mehrfach, übersetzt. Die Thematik von Wein und Mond kehrt auch sonst häufig in Lǐs Werk wieder, daneben sind Freundschaft und Sehnsucht häufig Gegenstand, weiter Naturerlebnisse von Bergen, Buchten und Föhrenwäldern sowie Frauenschönheit. Bisweilen erfolgt aber auch eine kritische Auseinandersetzung mit zeitgeschichtlichen Problemen wie dem Krieg, der Korruption der Beamtenschaft oder dem harten Leben der einfachen Leute.

## Wirkungsgeschichte
Lǐ Báis libertärer Individualismus erweckte bei den Zeitgenossen wie den nachfolgenden Generationen Faszination, rief aber auch erheblichen Widerspruch hervor. So rügte etwa Wang Anshi in der Song-Zeit, neun von zehn Gedichten Lǐ Báis handelten von Frauen und Wein. Guō Mòruò (郭沫若) blieb der Nachweis vorbehalten, dass bei Li Bai nur in 16 % der Texte vom Trinken die Rede ist, während Dù Fǔ insofern immerhin auf 21 % kommt.
Im 13. Jahrhundert wurden Lǐ Báis Werke systematisch gesammelt, 1758 schließlich von Wāng Qí (汪琦) herausgegeben. Zu diesem Zeitpunkt waren indes angeblich 90 % des ursprünglichen Œuvres verloren gegangen.
Erstmals in eine europäische Sprache übersetzt wurden Li Bais Werke 1862 durch den Marquis d’Hervey-Saint-Denys, der sie ins Französische übertrug. Sehr umfangreich ist die Zahl der Übertragungen ins Deutsche, zu nennen sind Wilhelm Grube, Erwin Ritter von Zach, Alfred Forke, Manfred Hausmann, Vincenz Hundhausen, Hans Schiebelhuth, Günter Eich, Günther Debon, Ernst Schwarz und Jan Ulenbrook.
Nicht hierher gehören Nachdichtungen wie solche von Hans Bethge oder Klabund (1916), die nicht auf dem chinesischen Originaltext, sondern ihrerseits bereits auf Übersetzungen beruhen. Gleiches gilt für Ezra Pounds Übersetzung ins Englische, die auf japanischen Vorlagen beruhen.
Bethges Li-Bai-Übertragungen aus seiner Anthologie Die chinesische Flöte dienten als Vorlage für Gustav Mahlers 1908 komponierte Vokalsinfonie Das Lied von der Erde.
Die 1920 uraufgeführte Oper Li-Tai-Pe. Des Kaisers Dichter von Clemens von Franckenstein verarbeitet eine Episode aus dem Leben Lǐ-Báis.
Li Bai wurde infolge der Kulturrevolution als Gegenpol zu Dù Fǔ und dem Konfuzianismus gelobt. Liu Da-djie, Autor und Literaturprofessor an der Fudan-Universität, bezeichnete den „Geist der legalistischen Tradition“ als „Haupttendenz seiner Werke“.

## Übersetzungsprobleme – Am Beispiel von „Nachtgedanken“

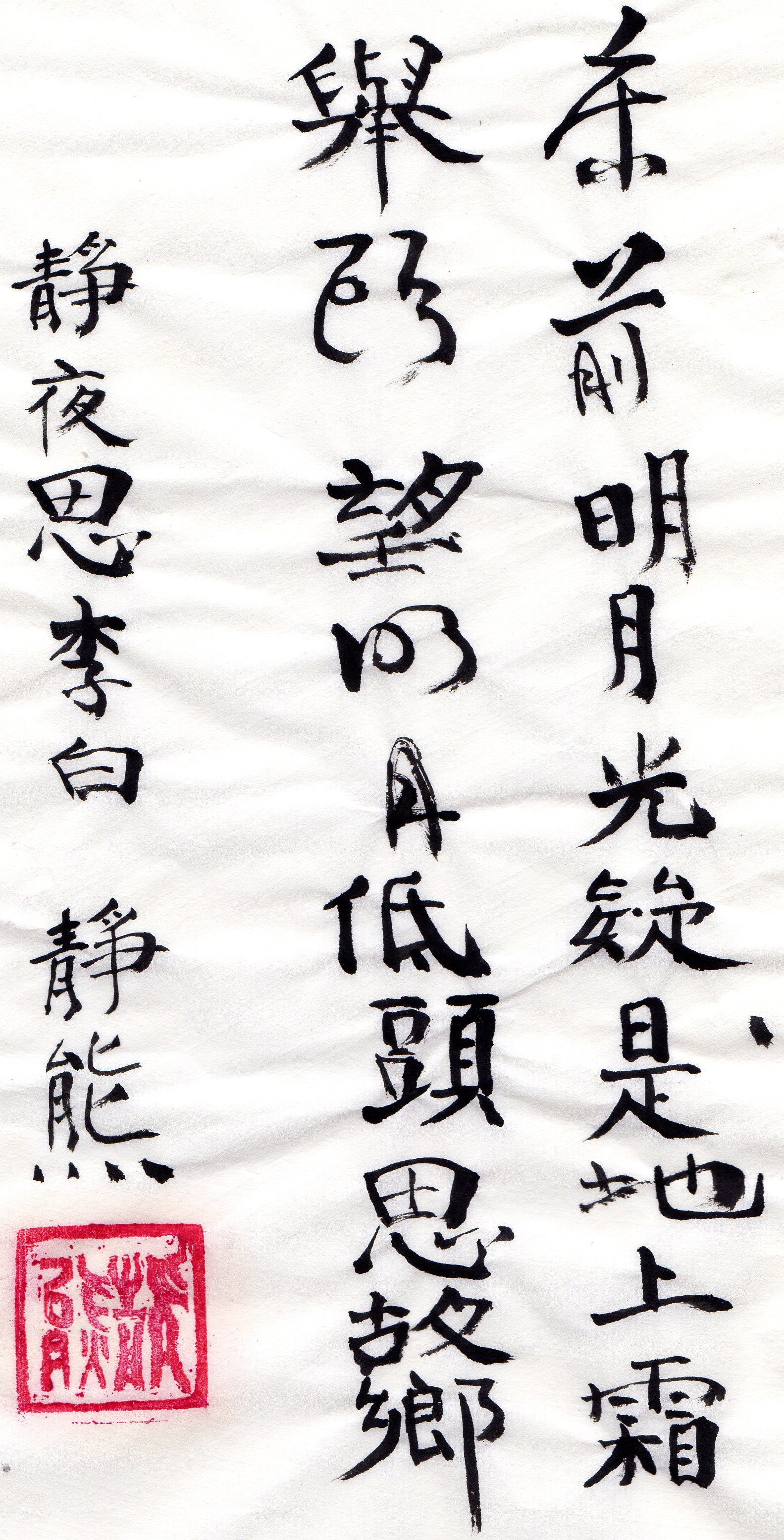
Nachtgedanken (moderne Kalligraphie)

Eines der bekanntesten Gedichte von Li Bai ist Yè sī (夜思), meist mit Nachtgedanken übersetzt. Das Gedicht ist auch unter dem Titel Jìngyèsī (靜夜思) bekannt, Gedanken in einer stillen Nacht.

### Original
| Original   | Pinyin                    | Übertragung                             |
| ---------- | ------------------------- | --------------------------------------- |
| 床前明月光 | chuáng qián míng yuèguāng | (Bett-vor – hell – Mondlicht)           |
| 疑是地上霜 | yí shì dì shàng shuāng    | (zweifeln – ist-es – Boden-auf – Frost) |
| 舉頭望明月 | jǔ tóu wàng míng yuè      | (heben – Kopf – blicken – hell – Mond)  |
| 低頭思故鄉 | dī tóu sī gùxiāng         | (senken – Kopf – denken – Heimat)       |

### Übersetzungen
Neun unterschiedliche Versionen mögen einen Einblick geben, wie schwierig es ist, chinesische Lyrik angemessen zu übersetzen und zu übertragen:
| Übersetzer/Nachdichter | Text |
| ---------------------- | --- |
| Wilhelm Grube          | Zu meiner Lagerstätte scheint licht der Mond herein, bedeckt mit fahlem Glanze wie kalter Reif den Rain. Ich heb das Haupt und blicke empor zum lichten Mond, drauf laß ich’s wieder sinken und denk der Heimat mein.                                                                      |
| Alfred Forke           | Vor meinem Bette ich Mondschein seh', als wär' der Boden bedeckt mit Schnee. Ich schau zum Mond auf, der droben blickt, der Heimat denkend das Haupt mir sinkt. |
| Hans Bethge            | In fremdem Lande lag ich. Weißen Glanz malte der Mond vor meiner Lagerstätte. Ich hob das Haupt – ich meinte erst, es sei der Reif der Frühe, was ich schimmern sah, dann aber fühlte ich: der Mond, der Mond! und neigte das Gesicht zur Erde hin, und meine Heimat winkte mir von ferne. |
| Manfred Hausmann       | Vor meiner Bettstatt lag wie Reif so weiß des Mondlichts mitternächtiges Gegleiß. Ich hob das Haupt – der Mond schien voll und blank – und ließ es wieder sinken, heimwehkrank. |
| Vincenz Hundhausen     | Vor meinem Bette spielt ein weißes Licht. Ist es der Morgen schon? Ich weiß es nicht. Und wie ich zweifelnd hebe mein Gesicht, seh’ ich den Mond, der durch die Wolken bricht. Da muß ich mich zurück aufs Lager senken und heimatlos an meine Heimat denken.                              |
| Hans Schiebelhuth      | Mondlicht sah ich vor meinem Lager, Mich wundernd, obs nicht Reif am Boden sei. Ich hob mein Haupt, sah draußen den Bergmond, Ich senkt mein Haupt, gedenk meiner fernen Heimat. |
| Günter Eich            | Vor meinem Bett das Mondlicht ist so weiß, Daß ich vermeinte, es sei Reif gefallen. Das Haupt erhoben schau ich auf zum Monde, Das Haupt geneigt denk ich des Heimatdorfs. |
| Dieter Ziethen         | Vor’m Bette seh’ ich des Mondes Schein grell, mir ist, als decke den Boden ein Reif. Ich hebe den Kopf in den Lichtschein hell, ihn senkend, mein Gedanke in die Heimat schweift. |
| Daniel Roth            | Mondlicht vor mein Bett scheint wie Frost herab. Heb' den Blick zu ihm, sink' in Heimat ein. |

## Anmerkung
1. ↑  Zi chinesisch 字, Pinyin zì, W.-G. tze Vissière tseu; Taibai 太白 Pinyin tàibái W.-G. t’ai-pai Vissière t’ai-po; nach der klassischen Aussprache Tai-Bo Pinyin tàibo W.-G. t’ai-po Vissière t’ai-po – Großjährigkeitsname